# Dorcadion poleti
Dorcadion poleti är en skalbaggsart som beskrevs av Stefan von Breuning 1948. Dorcadion poleti ingår i släktet Dorcadion och familjen långhorningar. Inga underarter finns listade i Catalogue of Life.